# Eraser (chanson)
Pistes de The Downward Spiral
A Warm Place Reptile
A Warm Place est une chanson du groupe de metal industriel Nine Inch Nails et la onzième piste sur The Downward Spiral.

## Chanson
Il se compose d'une première partie en 6/4 et instrumental qui s'accumule sur des sons étranges au début à travers des battements rythmés et très curieusement à l'écoute, les guitares distordues lourds surviennent après un passage lent au piano mesuré en 4/4, qui devient progressivement plus fort jusqu'à ce que Trent Reznor hurle "Kill me!" Il a ensuite disparait complètement dans le bruit et coupe seulement la rupture avec la décoloration du synthétiseur. Les fondus enchaînés à compter de la fin de "A Warm Place" et ses fondus enchaînés se terminant avec l'introduction de "Reptile".